# Chronik der DDR (1961–1970)
Chronik der DDR (1961–1970) beschreibt einzelne Ereignisse in der DDR zwischen 1961 und 1970. Sie ergänzt den Hauptartikel Geschichte der DDR.

## 1961
Die DDR-Staatssicherheit entführt am 16. Juni den ehemaligen SED-Funktionär und nach seiner Flucht nach West-Berlin als Redakteur der westdeutschen Gewerkschaftszeitung Metall tätigen Heinz Brandt aus West-Berlin.
Walter Ulbricht erklärt am 15. Juni auf einer Pressekonferenz: „Niemand hat die Absicht, eine Mauer zu errichten!“ Im Juli 1961 hat die Zahl der Flüchtlinge aus der DDR und Ost-Berlin mit 30.415 Menschen den höchsten Stand seit Juni 1953 erreicht.
Am 13. August wird auf Weisung von Ulbricht, unter Zustimmung der Sowjetunion und unter der Koordination von Erich Honecker die DDR-Grenze zu West-Berlin geschlossen und die Berliner Mauer errichtet. Ihre Öffnung im Jahre 1989 läutet die Wende und friedliche Revolution ein.
Am 22. August wird die „Anwendung der Waffe“ gegen Flüchtlinge befohlen.
Am 24. August wird der 24-jährige Günter Litfin in der Nähe des Bahnhofs Friedrichstraße von Transportpolizisten bei einem Fluchtversuch erschossen. Er ist damit der erste von 270 Menschen, die nach offizieller Zählung der Berliner Staatsanwaltschaft an der innerdeutschen Grenze und der Berliner Mauer starben.
Die Deutsche Grenzpolizei (DGP) wird am 15. September in Grenztruppen der DDR umbenannt und dem Ministerium für Nationale Verteidigung unterstellt.
3. Oktober: In der DDR werden während der Aktion Festigung bzw. Aktion Kornblume 3175 Menschen aus dem Sperrgebiet zwangsausgesiedelt.
Ost-Berlin wird am 7. September zum 15. Bezirk der DDR erklärt.
Am 20. September beschließt die Volkskammer das „Gesetz zur Verteidigung der DDR“.
Nach dem XXII. Parteitag der KPdSU (17.–31. Oktober) beginnt die zweite Entstalinisierungswelle. In deren Zug wird am 13. November das ostdeutsche Stalinstadt in Eisenhüttenstadt und die Ost-Berliner Stalinallee in Karl-Marx-Allee umbenannt.

## 1962

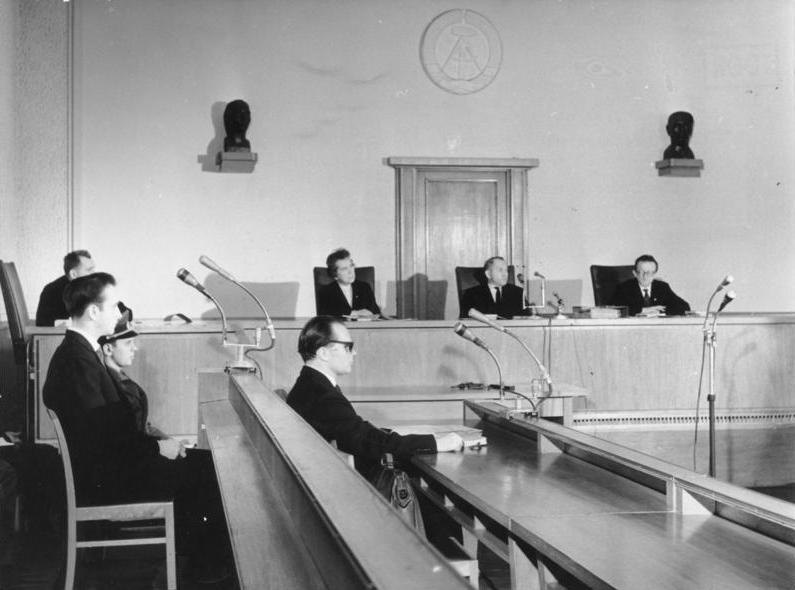
Prozess gegen Fluchthelfer

Das Jahr 1962 ist gekennzeichnet durch die neue Situation nach dem Mauerbau. Über 20.000 Menschen gelingt trotzdem die Flucht in den Westen, teilweise auf abenteuerliche Art. Die DDR versucht eine „ungestörtere“ innere Entwicklung aufzubauen.
Am 6. und 7. Januar öffnen Mitarbeiter des Ministeriums für Staatssicherheit und weiterer staatlicher Organe über 100.000 Schließfächer und Tresore in Bankhäusern der DDR, die  nach 1945 nicht mehr genutzt worden waren. Bei der Aktion Licht werden bis Anfang Juli Wertgegenstände im Wert von über 2 Millionen DM geraubt.
Vom 15. bis 18. Januar zieht die Sowjetarmee ihre Panzer aus der Straße Unter den Linden in Ost-Berlin ab, ebenso die US Army aus der Friedrichstraße in West-Berlin, die dort seit dem Mauerbau positioniert waren.
Am 24. Januar beschließt die Volkskammer die Einführung der allgemeinen Wehrpflicht in der DDR und Ost-Berlin.
Vom 13. bis 16. März tagt die Synode der Evangelischen Kirche in Deutschland erstmals getrennt in Ost- und West-Berlin nach dem Mauerbau
Am 22. März schafft die DDR die Möglichkeit von Reisevisa für Bürger der Bundesrepublik und West-Berlins für besuchsweise Einreisen.
Am 12. April wird erstmals eine Verordnung über die Herstellung und Verbreitung von Presseerzeugnissen in der DDR erlassen.
Am 10. Mai wird der ehemalige SED-Funktionär Heinz Brandt wegen angeblicher Spionage und Propaganda gegen die DDR  zu 13 Jahren Zuchthaus verurteilt. Er war nach seiner Flucht am 12. Juli 1961 aus West-Berlin in die DDR entführt worden. 1964 wird er in die Bundesrepublik freigekauft.
Am 23. Mai beschießen West-Berliner Polizisten ostdeutsche Grenzsoldaten, um einen beim Durchschwimmen der Spree von Schüssen der Grenzer schwer verletzten 15-jährigen Jungen zu bergen. Dabei wird der Gefreite Peter Göring getötet. Er wird später als ein Märtyrer des DDR-Grenzsicherungssystems geehrt.
In der Nacht vom 25. zum 26. Mai sprengen vier West-Berliner Polizisten ein Loch in die Mauer in der Bernauer Straße, um ein Zeichen zu setzen.
Am 8. Juni gelingt 13 Männern und Frauen die Flucht nach West-Berlin durch Entführen eines Ausflugsdampfers auf der Spree.
Am 17. Juni verabschiedet der Nationalkongress der Nationalen Front ein „Nationales Dokument“, das eine Koexistenz beider deutscher Staaten und eine Konföderation anstrebt.
Am 4. Juli  verurteilt das Oberste Gericht der DDR erstmals Fluchthelfer aus dem Westen zu Zuchthausstrafen zwischen 5 und 15 Jahren Haft.
Am 3. August wird ein zweitägiger Streik in den Leunawerken Merseburg wegen Erhöhung des Betriebsplans durch ostdeutsche und sowjetische Soldaten beendet.
Am 17. August verblutet der 18-jährige Ost-Berliner Peter Fechter nach  einem Fluchtversuch an der Berliner Mauer im Todesstreifen. Rund 50 Minuten lassen die DDR-Grenzposten den schwer verletzten, schreienden Mann liegen. In West-Berlin  kommt es danach zu wütenden Protestdemonstrationen, die durch die Polizei nur mit Tränengas am Erstürmen der Mauer gehindert werden können. Diese schießt auch in Richtung Osten mit Tränengas, nachdem DDR-Grenzpolizisten eine dortige Protestkundgebung mit Tränengas beschossen hatten.
Vom 22. September bis zum 6. März findet die 5. Deutsche Kunstausstellung in Dresden statt, bei der 611 Künstler der DDR ihre Werke präsentieren. Es kommen etwa 200.000 Besucher.
Am 14. November wird der ehemalige DDR-Bahnradsportler Harry Seidel zu lebenslanger Haftstrafe verurteilt. Er hatte seit dem Mauerbau 1961 zahlreichen DDR-Bürgern durch Tunnelbauten aus West-Berlin zur Flucht verholfen. 1966 wird er in den Westen freigekauft.
Am 11. Dezember liest der Schriftsteller Stephan Hermlin Gedichte von über 20 jungen unbekannten Dichtern, darunter Sarah Kirsch und Wolf Biermann. Er wird danach  als Leiter der Sektion Dichtung und Sprachpflege  in der Akademie der Künste abgesetzt, da es bei der anschließenden Diskussion zu offener Kritik  an der Parteizeitung Neues Deutschland und der DDR-Kulturpolitik gekommen war.
Am 14. Dezember wird die Handelsorganisation Intershop gegründet. Diese verkauft Westwaren gegen konvertierbare Währungen zunächst nur an  Ausländer, später auch DDR-Bürger.
Am 26. Dezember durchbrechen acht Personen mit einem nachträglich gepanzerten Bus die Grenzanlagen in Berlin und gelangen trotz Maschinengewehrfeuer unverletzt nach Marienfelde.

## 1963
Das Jahr 1963 ist relativ arm an spektakulären Ereignissen in der DDR. Es werden liberale Wirtschaftsreformen eingeleitet, unterstützt von KPdSU-Generalsekretär Nikita Chrustschow, der zweimal zu Besuch kommt. Die Grenzanlagen in Berlin werden ausgebaut.
Vom 15. bis 21. Januar findet der VI. Parteitag der SED in Berlin statt. Er beschließt den „planmäßigen Aufbau des Sozialismus“ in der DDR. Dazu sollen auch Wirtschaftsreformen gehören.
Am 21. Juni wird eine Verordnung zum Schutz der Staatsgrenze zwischen der DDR und West-Berlin durch den Ministerrat der DDR beschlossen. Gleichzeitig wird eine Anordnung über die Einrichtung eines Grenzgebietes an der Staatsgrenze der DDR zu West-Berlin durch Verteidigungsminister Hoffmann erlassen. Diese sieht ein Sperrgebiet von 100 Metern in Ost-Berlin und von 500 Metern im Bezirk Potsdam entlang der Mauer vor, das nur mit einer besonderen Genehmigung betreten werden darf. Ein entsprechendes Grenzgebiet an der Westgrenze der DDR besteht bereits seit den 1950er Jahren.
Am 24. und 25. Juni beschließt eine Wirtschaftskonferenz des ZK der SED Richtlinien für das Neue ökonomischen System der Planung und Leitung der Volkswirtschaft (NÖS) als eine liberalere Wirtschaftspolitik. Diese sieht vor, dass Betriebe eigenständiger entscheiden können und Gewinne für neue Investitionen behalten können.
Vom 1. bis 4. August findet das IV. Turn- und Sportfest der DDR in Leipzig statt.
Seit dem 1. September betreibt die  Interflug den gesamten zivilen Flugverkehr in der DDR.
Im Herbst werden erstmals acht Häftlinge aus der DDR in den Westen freigekauft. Für jeden werden 40.000 DM bezahlt. In den folgenden Jahrzehnten kommen auf diesem Weg über 33.000 Gefangene in die Bundesrepublik, für insgesamt 3,4 Milliarden DM.
Am 13. November konstituiert sich der neue Staatsrat der DDR, mit dem bisherigen Vorsitzenden Walter Ulbricht.
Am 14. November beginnt der 4. Ministerrat der DDR seine Tätigkeit. Vorsitzender bleibt Otto Grotewohl. Neue Volksbildungsministerin wird Margot Honecker. 
Am 17. Dezember wird ein erstes Passierscheinabkommen zwischen der Regierung der DDR und dem Senat von West-Berlin abgeschlossen. Dieses ermöglicht West-Berlinern erstmals seit dem Mauerbau 1961 wieder Besuche bei Verwandten in Ost-Berlin der DDR über die Weihnachts- und Neujahrstage.

## 1964
Das Jahr 1964 ist gekennzeichnet durch eine langsame innere Stabilisierung der DDR nach dem Mauerbau. Die Absetzung von  KPdSU-Generalsekretär Nikita Chruschtschow leitet eine leichte Verhärtung der ideologischen Rahmenbedingungen ein.
Seit dem 2. Januar wird in neuen Personalausweisen die Bezeichnung  Bürger der Deutschen Demokratischen Republik verwendet.
Vom 29. Januar bis 9. Februar gewinnen DDR-Sportler bei den Olympischen Winterspielen in Innsbruck zwei Gold- und zwei Silbermedaillen. Sie starten letztmalig in diesem Jahr in einer gesamtdeutschen Mannschaft.
Am 13. März wird Professor Robert Havemann an der Berliner Humboldt-Universität wegen regimekritischer Vorlesungen und öffentlicher Äußerungen entlassen. Er wird auch aus der SED ausgeschlossen. 
Vom 24. bis 25. April findet die zweite Bitterfelder Konferenz statt. Sie fordert Künstler und andere Kulturschaffende auf,  in ihren Werken mehr für die Entwicklung des sozialistischen Bewusstseins und der sozialistischen Persönlichkeit einzutreten.
Am 4. Mai wird das Jugendgesetz der DDR verabschiedet.
Vom 16. bis 18. Mai findet das letzte Deutschlandtreffen der Jugend in Ost-Berlin mit mehr als einer halben Million Teilnehmer aus beiden deutschen Staaten statt.
Am 7. Juni vereinbaren die DDR und die VR Polen den visafreien Reiseverkehr.
Am 12. Juni schließen die Sowjetunion und die DDR einen Vertrag über Freundschaft, Zusammenarbeit und gegenseitigen Beistand für 20 Jahre. Er wird von Nikita Chruschtschow und Walter Ulbricht in Moskau unterzeichnet.
Vom 25. bis 27. Juli findet der 1. Frauenkongress der DDR statt.
Am 15. Juli wird der symbolische Grundstein für Halle-Neustadt gelegt, der größten Neubau-Plattenbausiedlung in der DDR in dieser Zeit.
Am 1. September bestätigt die Volkskammer die Straffreiheit für Flüchtlinge, die vor dem 13. August 1961 die DDR verlassen haben.
Am 1. September wird ein Gesetz über die Nichtverjährung von Nazi- und Kriegsverbrechen erlassen.
Am 7. September wird die Möglichkeit eines Wehrdienstes ohne Waffe  als Bausoldat in der Nationalen Volksarmee (NVA) geschaffen. Dafür ist allerdings eine Zustimmung der Wehrkreiskommandos nach einer längeren persönlichen Befragung nötig. Diese Form  bleibt einmalig in den Ostblockstaaten.
Am 21. September stirbt Otto Grotewohl, der Vorsitzende des Ministerrates der DDR. Am 24. September wird Willi Stoph zum Nachfolger gewählt. Dieser hatte ihn schon die letzten zwei Jahre vertreten.
Am 24. September wird das zweite Passierscheinabkommen zwischen der DDR und dem Senat von West-Berlin geschlossen. Es ermöglicht West-Berlinern die Reise zu Verwandten nach Ost-Berlin zwischen dem 30. Oktober und 12. November, über Weihnachten und Neujahr 1964/65, sowie zu Ostern und Pfingsten 1965. In den ersten zwei Wochen nutzen über 600.000 Menschen diese Gelegenheit, zum Jahresende über 800.000.
Am 5. Oktober wird der Unteroffizier der Grenztruppen Egon Schultz bei der Entdeckung eines Fluchttunnels von einem eigenen  DDR-Grenzsoldaten versehentlich erschossen. Er wird danach in der DDR zum Helden und Märtyrer gemacht, nach dem Schulen, Straßen und weitere Einrichtungen benannt werden. Die wahren Todesumstände werden verschwiegen.
Am 6. Oktober wird eine allgemeine Amnestie für etwa 10.000 Häftlinge anlässlich des 15. Jahrestages der Gründung der DDR erlassen. Unter ihnen sind auch die politischen Gefangenen Wolfgang Harich, Georg Dertinger und Heinz Brandt.
Vom 10. bis 24. Oktober gewinnen DDR-Sportler bei den Olympischen Sommerspielen in Tokio 3 Gold-, 11 Silber- und 5 Bronzemedaillen. Sie starten letztmalig in einer gesamtdeutschen Olympiamannschaft.
Am 24. Oktober wird KPdSU-Generalsekretär Nikita Chruschtschow in Moskau abgesetzt. Sein Nachfolger wird Leonid Breschnew. Damit endet in der DDR auch der Versuch einer liberaleren Wirtschaftspolitik und  die ideologischen Vorgaben in Kultur und Gesellschaft werden enger.
Am 28. Oktober trifft sich der thüringische evangelische Bischof Moritz Mitzenheim mit dem Staatsratsvorsitzenden Walter Ulbricht auf der Wartburg bei  Eisenach. Es ist die einzige Begegnung dieser Art bis 1978.
Am 30. Oktober gastiert das American Folk Blues Festival in Ost-Berlin. Es ist das erste Mal, das bekanntere US-amerikanische Unterhaltungsmusiker in der DDR auftreten.
Seit dem 2. November dürfen Rentner aus der DDR einmal pro Jahr in die Bundesrepublik oder nach West-Berlin zu Verwandten reisen. Dieses gilt für Frauen ab 60 Jahren und Männer ab 65 Jahren. Bis Ende des Jahres fahren fast 400.000 in die Bundesrepublik und fast 250.000 nach West-Berlin.
Seit dem 1. Dezember müssen Besucher aus der Bundesrepublik in der DDR täglich 5 DM im Kurs 1:1  umtauschen, West-Berliner 3 DM, ausgenommen sind Kinder, Jugendliche und Rentner.

## 1965

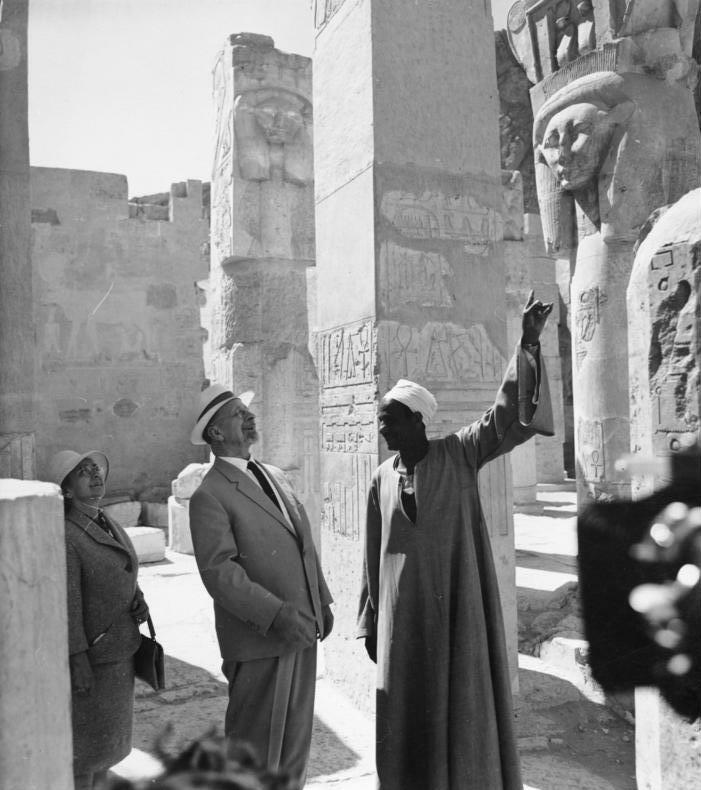
Walter Ulbricht in Ägypten

Seit dem 1. Januar gelten neue vierstellige Postleitzahlen in der DDR.
Vom 24. Februar bis 2. März reist der Staatsratsvorsitzende Walter Ulbricht nach Ägypten. Es ist der erste Besuch eines führenden DDR-Repräsentanten in ein Land außerhalb des Warschauer Vertrages. Die   Bundesrepublik Deutschland stellt daraufhin ab dem 7. März die Wirtschaftshilfe für Ägypten ein und nimmt diplomatische Beziehungen mit Israel auf.
Am 25. Februar wird das Gesetz über das einheitliche sozialistische Bildungssystem beschlossen. Dieses sieht auch eine stärkere ideologische Erziehung der Kinder und Jugendlichen vor. Maßgebliche Verantwortliche  ist die neue Volksbildungsministerin  Margot Honecker.
Vom 28. Februar bis 9. März findet die alljährliche Leipziger Frühjahrsmesse statt. Dort wird die erste Antibabypille „Ovosistol“ vorgestellt, die danach auf Rezept für verheiratete Frauen erhältlich ist.
Seit dem 20. März tourt der Jazzmusiker Louis Armstrong durch die DDR, mit 17 Konzerten in Berlin, Leipzig, Magdeburg, Erfurt und Schwerin mit über 45.000 begeisterten Zuschauern. Es ist das erste Mal, dass ein westlicher Weltstarmusiker in die DDR kommt.
Am 7. April wird die Autobahn von Berlin nach Westen bis zur Grenzübergangsstelle Marienborn/Helmstedt  gesperrt. Militärflugzeuge fliegen im Tiefflug über die leere Trasse. Die DDR will damit den Transitverkehr zur Bundestagssitzung nach West-Berlin behindern, da dieser gegen den besonderen Status der Stadt verstoße. 
Am 7. und 8. Mai finden umfangreiche Feierlichkeiten zum 20. Jahrestag der Befreiung vom Faschismus mit Delegationen aus 41 Ländern und Befreiungsorganisationen statt.
Seit dem 29. Mai erlässt die Schweiz eine Visasperre für offizielle DDR-Vertreter.  Grund dafür ist die Inhaftierung der Schweizer Fluchthelfer Alex Baumgartner und Bernhard Cloetta in Ost-Berlin seit dem 24. November 1964. Dieses trifft die DDR empfindlich, da sie in Genf die einzigen Vertretungen bei internationalen Organisation  in Westeuropa hat. Erst am 2. August werden die beiden nach einer Verurteilung durch ein DDR-Gericht und der Entscheidung von Walter Ulbricht wieder freigelassen. Die Schweiz warnt seitdem ihre Bürger bei Besuchen nach West-Berlin, dass sie sie in ähnlichen Fällen in der DDR nicht wirksam schützen kann.
Am 15. Juni wird der West-Berliner Hermann Doebler  im Teltowkanal in seinem Motorboot von DDR-Grenzsoldaten erschossen. Er hatte die Grenze überfahren.
Am 8. Oktober wird  das Nationale Olympische Komitee der DDR durch das Internationale Olympische Komitee (IOC) anerkannt. Damit kann die DDR ab 1968 mit einer eigenen Mannschaft an den Olympischen Spielen teilnehmen, bisher gab es nur eine gemischte gesamtdeutsche Mannschaft.
Am 10. Oktober finden Wahlen zu den Kreistagen, Stadtverordnetenversammlungen, Stadtbezirksverordnetenversammlungen und Gemeindevertretungen statt. Es gibt nur Einheitslisten der Kandidaten der Nationalen Front.
Am 31. Oktober demonstrieren über 1000 Jugendliche in Leipzig gegen das Verbot fast aller Beatbands in der Stadt. Es kommt zu über 200 Verhaftungen. Dieses ist der größte Jugendprotest in der DDR bis zum 7. Oktober 1977 auf dem Berliner Alexanderplatz.
Am 3. Dezember stirbt der Leiter der Staatlichen Plankommission und stellvertretende Vorsitzende des Ministerrats Erich Apel durch einen Schuss aus seiner Dienstpistole in seinem Dienstzimmer. Die Umstände bleiben unbekannt, wahrscheinlich ist es ein Selbstmord. An diesem Tag wird ein Handelsabkommen mit der UdSSR unterschrieben, das seine liberale Wirtschaftspolitik (Neue ökonomische Politik) aushöhlt.  Gerhard Schürer wird sein Nachfolger.
Vom 15. bis 18. Dezember tagt das 11. Plenum des ZK der SED („Kahlschlags-Plenum“). Es beschließt unter anderem eine rigorosere  Kultur- und Jugendpolitik und polemisiert gegen kritische Künstler wie Stefan Heym, Heiner Müller und Wolf Biermann, der Auftrittsverbot erhält.
Am 16. Dezember wird ein visafreier Reiseverkehr zwischen der DDR und der UdSSR vereinbart. Er wird später wieder aufgehoben.
Vom 18. Dezember bis 2. Januar können über 800.000 West-Berliner zu Besuch zu Verwandten nach Ost-Berlin kommen. Dieses ermöglicht das dritte Passierscheinabkommen zwischen der DDR-Regierung und dem West-Berliner Senat.
Am 18. Dezember wird das Staatssekretariat für gesamtdeutsche Fragen gebildet. Es wird am 2. Februar 1967 in Staatssekretariat für westdeutsche Fragen umbenannt und am 7. Juli 1971 aufgelöst.
Am 21. Dezember wird das Familiengesetzbuch durch die Volkskammer beschlossen.
Am 22. Dezember wird die Einführung der 5-Tage-Arbeitswoche für jede zweite Woche und die Reduzierung der Arbeitszeit durch den Ministerrat der DDR beschlossen.
Am 22. Dezember wird der 1. FC Magdeburg als erster Fußballclub in der DDR gegründet. Es folgen neun weitere Gründungen bis zum 26. Februar, darunter der BFC Dynamo und der 1. FC Union Berlin. Damit soll die Leistungsfähigkeit des DDR-Fußballs auch im internationalen Vergleich erhöht werden.
Am 25. Dezember tritt der österreichische Schlagersänger Udo Jürgens in der Fernsehshow Mit dem Herzen dabei im Kulturpalast Bitterfeld auf. Es ist einer der ersten bekannten westlichen Unterhaltungsmusiker, der in der DDR auftritt.

## 1966

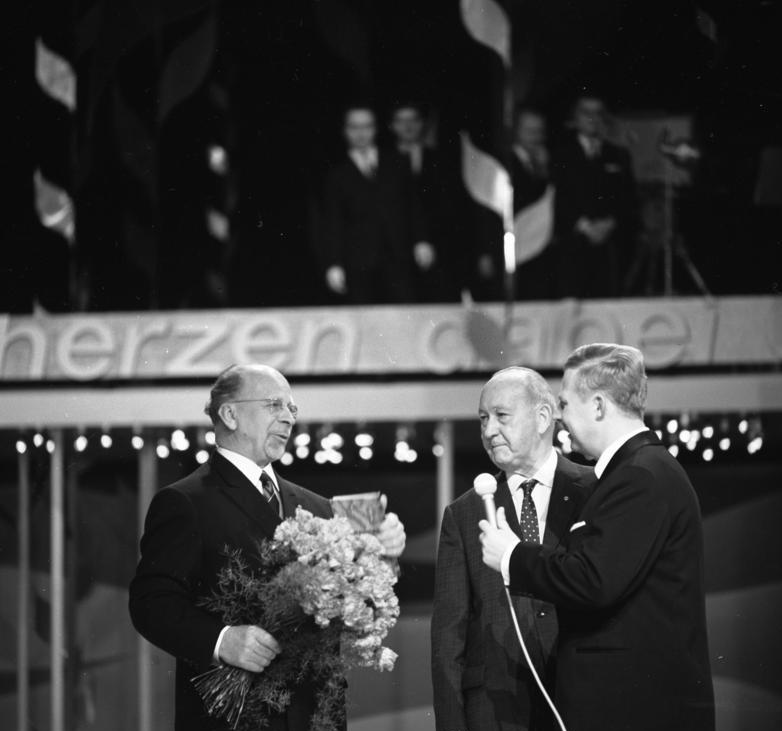
Staatsratsvorsitzender Walter Ulbricht (links) entschuldigt sich öffentlich bei dem ehemaligen Justizminister Max Fechner (Mitte), der nach dem 17. Juni 1953 zu mehreren Jahren Zuchthaus verurteilt worden war

Seit dem 1. Januar gilt eine neue Meldeordnung.
Am 12. Januar wird der Minister für Kultur Hans Bentzien abgesetzt. Hintergründe sind wahrscheinlich seine Kritik am Abriss der Universitätskirche und des Johanniskirchturms in Leipzig und das Bekanntwerden seiner NSDAP-Mitgliedschaft (als 17-jähriger) in der Bundesrepublik. Sein Nachfolger wird Klaus Gysi.
Ab dem 1. April ist jeder zweite Sonnabend arbeitsfrei.
Am 1. April wird Robert Havemann aus der Akademie der Wissenschaften der DDR ausgeschlossen. Deren Mitglieder hatten sich vorher in einer Abstimmung mit einer Stimme Mehrheit für seinen Verbleib ausgesprochen. Er war bereits 1964 als Professor an der Humboldt-Universität abgesetzt worden.
Am 9. Mai wird das Kernkraftwerk Rheinsberg als erstes in der DDR in Betrieb genommen.
Am 29. Juni sagt die SED einen geplanten Redneraustausch mit der SPD für Anfang Juli wieder ab. Vertreter jeder Partei sollten auf Veranstaltungen der anderen Seite ihre politischen Positionen erläutern. Die Initiative dazu war von Walter Ulbricht ausgegangen, die Absage erfolgt auch unter sowjetischem Druck.
Am 13. August wird eine Militärparade in Ost-Berlin anlässlich des 5. Jahrestages des Mauerbaus durchgeführt. Die westlichen Alliierten protestieren dagegen, da Ost-Berliner ihrer Meinung nach nicht zur DDR gehört und Militäreinheiten auch dem entmilitarisierten Status von Berlin widersprechen.
Am 1. Oktober wird der Bereich Kommerzielle Koordinierung im Wirtschaftsministerium gegründet. Er soll der zusätzlichen Beschaffung von Devisen (Westgeld) dienen. Vorsitzender wird der MfS-Offizier Alexander Schalck-Golodkowski, der diese Tätigkeit bis 1989 durchführt.
Am 10, und 11. Dezember findet der Gründungskongress des Verbandes der Theaterschaffenden in Ost-Berlin statt. Vorsitzender wird Wolfgang Heinz.
Am 19. Dezember wird die Autobahnbrücke über die Saale bei Rudolphstein für den Verkehr wiedereröffnet. Sie  gehört zur Autobahn von Berlin nach München und liegt an der Grenze zwischen Bayern und Thüringen. Sie war 1945 zerstört worden und wurde seit 1964 als einziges deutsch-deutsches Bauprojekt in dieser Zeit wiederhergestellt.

## 1967
Am 20. Januar wird die Initiative Schöner unsere Städte und Gemeinden durch den Kreisausschuss Torgau der Nationalen Front begründet. Sie unterstützt in den folgenden Jahrzehnten Bürger bei der Verschönerung ihres Wohnortes.
Am 21. und 22. Januar wird der Verband der Film- und Fernsehschaffenden der DDR in Berlin gegründet.
Am 20. Februar wird das Gesetz über die Staatsbürgerschaft der DDR durch die Volkskammer verabschiedet. Es regelt eine eigene Staatsbürgerschaft der DDR anstelle der bisherigen deutschen Staatsbürgerschaft. Ost-Berlin ist in diese Regelung einbezogen.
Am 15. März unterzeichnen die DDR und die Volksrepublik Polen einen Vertrag über Freundschaft, Zusammenarbeit und gegenseitigen Beistand in Warschau.
Am 17. März unterzeichnen die DDR und die ČSSR einen Vertrag über Freundschaft, Zusammenarbeit und gegenseitigen Beistand in Prag.
Vom 17. bis 22. April findet der VII. Parteitag der SED in Ost-Berlin statt. Dabei wird die Einführung der 5-Tage-Arbeitswoche und die  Streichung von fünf Feiertagen beschlossen, nämlich Ostermontag, der Tag der Befreiung, Christi Himmelfahrt, der Reformationstag sowie der Buß- und Bettag.
Am 18. Mai unterzeichnen die DDR und die Ungarische Volksrepublik einen Vertrag über Freundschaft, Zusammenarbeit und gegenseitigen Beistand.
Am 1. Juni wird eine Verordnung und Direktive über die Erhöhung des Bruttoarbeitslohns durch den Ministerrat beschlossen (kurz vor der Volkskammerwahl).
Am 1. Juli wird die  Direktive zur Mobilmachung 1/67 durch das Ministerium für Staatssicherheit im Auftrag des Nationalen Verteidigungsrates der DDR erlassen. Diese legt umfangreiche Maßnahmen für den Kriegsfall vor, darunter auch die Internierung von oppositionellen Personen.
Am 2. Juli wird eine neue Volkskammer gewählt. Dabei  stimmen offiziell 99,93 % für die Einheitsliste der Nationalen Front.
Am 6. Juli kommen bei dem Eisenbahnunfall von Langenweddingen 94 Menschen ums Leben. Es ist das schwerste Verkehrsunglück in der Geschichte der DDR.
Am 13. Juli tritt die Volkskammer zu ihrer konstituierenden Sitzung zusammen. Sie wählt ihr Präsidium und den Staatsrat der DDR. Am 14. Juli wählt sie den Ministerrat und die Mitglieder des Obersten Gerichts der DDR.
In der Zeit vom 1. bis 18. August setzt die DDR Grenzpfähle an der Grenze zur Bundesrepublik..
Am 28. August wird die 5-Tage-Arbeitswoche eingeführt.
Am 7. September unterzeichnen die DDR und die Volksrepublik Bulgarien einen Vertrag über Freundschaft, Zusammenarbeit und gegenseitigen Beistand.
Am 14. September wird eine Verordnung über die Lenkung von Wohnraum verabschiedet.
Vom 1. Oktober bis 4. Februar findet die VI. Deutsche Kunstausstellung in Dresden statt. 689 Künstler präsentieren ihre Werke, die von über 250.000 Besuchern gesehen werden.
Am 12. Dezember wird die Währung der DDR in Mark der Deutschen Demokratischen Republik (M) statt bisher Mark der Deutschen Notenbank (MDN) umbenannt.

## 1968
Die Volkskammer verabschiedet am 12. Januar ein neues Strafgesetzbuch. Danach werden politische Delikte härter bestraft. Nach § 213 gilt ein ungesetzlicher Grenzübertritt als Verbrechen und wird mit bis zu acht Jahren Haft bestraft.
Die neue Verfassung der DDR wird am 6. April durch Volksentscheid angenommen und tritt am 8. April in Kraft. Sie bestimmt die DDR als sozialistischen Staat deutscher Nation und schreibt die führende Rolle der SED fest.
Am 11. Juli kommt es zum Chemieunfall in Bitterfeld.
Einheiten der Nationalen Volksarmee (NVA) beteiligen sich am 20./21. August nicht am Einmarsch von Truppen von Mitgliedsstaaten des Warschauer Pakts in die Tschechoslowakei und an der Niederschlagung des Prager Frühlings.
Demonstranten gegen den Einmarsch in die Tschechoslowakei werden vom 21. bis 28. Oktober in Ost-Berlin verurteilt.

## 1969
1969 wird die DDR erstmals von einigen Ländern außerhalb des sozialistischen Staatensystems anerkannt. Sie schlägt dieses auch der Bundesrepublik Deutschland vor. Ermöglicht wird dies durch die Wahl des neuen Bundeskanzlers Willy Brandt. Etwa 17.000 Menschen verlassen in diesem Jahr die DDR nach Westen.
Vom 21. bis 23. Januar findet die XXII. Tagung des Rates für gegenseitige Wirtschaftshilfe in Ost-Berlin statt.
Am 6. Februar protestiert die DDR-Regierung gegen die geplante Sitzung der Bundesversammlung der Bundesrepublik Deutschland in West-Berlin und die Wahl des Bundespräsidenten Gustav Heinemann am 5. März, da dieses gegen den besonderen Status der Stadt verstoße, und fordert eine Verlegung.  Ähnliche Schreiben gehen an die Regierungen der USA, Großbritanniens und Frankreichs. In den betreffenden Tagen wird der Transitverkehr behindert, um Delegierten die Fahrt nach West-Berlin unmöglich zu machen. Die folgenden Bundespräsidentenwahlen finden in Bonn statt.
Am 15. Februar wird ein Ständiges Internationales Komitee für die Anerkennung der DDR in Helsinki gegründet. Ihm gehören 30 Persönlichkeiten aus 13 Ländern an.
Am 3. April wird die Weiterführung der 3. Hochschulreform beschlossen. Sie sieht eine noch stärkere staatliche Ausrichtung des Studiums vor.
Am 8. Mai nimmt das Königreich Kambodscha als erstes Land außerhalb des sozialistischen Staatensystems  diplomatische Beziehungen zur DDR auf. Es folgen der Irak (10. Mai), der Sudan (3. Juni), Syrien (5. Juni), Südvietnam (20. Juni), Südjemen (10. Juli) und Ägypten (10. Juli).
Am 12. Mai wird Gerald Götting (CDU) zum neuen Volkskammerpräsidenten gewählt. Dessen Vorgänger Johannes Dieckmann (LDPD) war am 22. Februar gestorben.
Vom 28. bis 30. Mai findet der VI. Deutsche Schriftstellerkongreß in Ost-Berlin statt.
Am 10. Juni wird der Bund der Evangelischen Kirchen in der DDR (BEK) gegründet. Damit endet die Zugehörigkeit der ostdeutschen Landeskirchen zur Evangelischen Kirche in Deutschland (EKD) als letzter gesamtdeutscher Organisation. Vom 10. bis 14. September findet die erste separate Synode statt.
Vom 11. bis 13. Juni findet der 2. Frauenkongreß der DDR statt. Er wird vom Demokratischen Frauenbund Deutschlands (DFD) organisiert.
Vom 21. bis 23. Juni findet ein Weltfriedenstreffen mit Vertretern von 56 internationalen und 320 nationalen Organisationen statt.
Am 17. Juli ist die DDR Gründungsmitglied der Internationalen Organisation für Zusammenarbeit auf dem Gebiet kleintonnagiger chemischer Erzeugnisse (Interchim).
Vom 24. bis 27. Juli findet das V. Turn- und Sportfest in Leipzig statt.
Am 27. August wird die Erhöhung des Kindergeldes für Familien mit drei und mehr Kindern beschlossen.
Am 29. September wird der Vertrag über die Nichtweiterverbreitung von Kernwaffen (Atomwaffensperrvertrag) durch die DDR unterzeichnet.
Am 3. Oktober beginnt das 2. Programm des Deutschen Fernsehfunks der DDR mit seinen Sendungen. Einige Tage später folgen die ersten Farbsendungen auf der Basis des französisch-sowjetischen SECAM-Systems.
Am 7. Oktober werden über 300 Jugendliche in Ost-Berlin verhaftet, die ein angebliches Konzert der Rolling Stones auf dem Springer-Hochhaus in West-Berlin anhören wollen. Insgesamt sind dort über tausend Jugendliche anwesend. An diesem Tag feiert die DDR den 20. Jahrestag ihres Bestehens mit großen Feierlichkeiten.
Am 21. Oktober werden 40 männlichen Jugendlichen im thüringischen Pößneck die langen Haare durch FDJler und Volkspolizisten in einer überfallartigen Aktion abgeschnitten.
Am 17. Dezember schlägt der Staatsratsvorsitzende Walter Ulbricht dem Bundespräsidenten Gustav Heinemann die Aufnahme von diplomatischen Beziehungen zwischen beiden Ländern vor.   Dieser antwortet am nächsten Tag vorsichtig positiv und leitet den Brief an die Bundesregierung weiter. Die sowjetische Führung hatte eine vorherige Kontaktaufnahme unterbunden, damit sie selbst als erste mit dem neuen Bundeskanzler Brandt Verhandlungen führen kann. Das Neue Deutschland veröffentlicht  den Vertragsentwurf am 21. Dezember.

## 1970

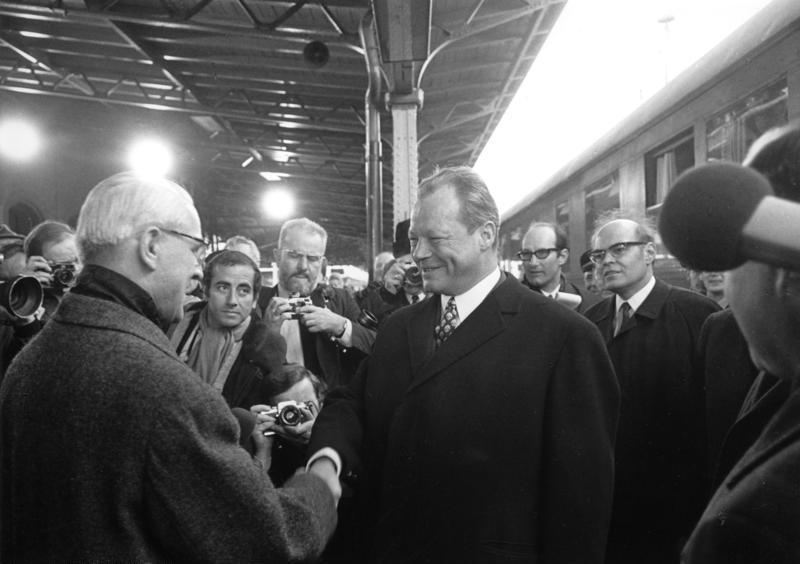
Willi Stoph und Willy Brandt in Erfurt

1970 treffen Willy Brandt und Willi Stoph als erste deutsche Regierungschefs  zu offiziellen Gesprächen zusammen. Erich Honecker bemüht sich um die Ablösung von Walter Ulbricht. Über 17.000 Menschen verlassen die DDR in die Bundesrepublik.
Am 5. März tritt die DDR dem Vertrag über die Nichtverbreitung von Kernwaffen  bei
Am 19. März kommt der neue  Bundeskanzler der Bundesrepublik Deutschland Willy Brandt nach  Erfurt und trifft sich  mit dem Ministerpräsidenten der DDR Willi Stoph. Dieses ist das erste persönliche Begegnung von zwei führenden Repräsentanten beider deutscher Staaten nach der Teilung. Vor dem Hotelfenster rufen tausende Menschen Willy, Willy und bejubeln den Bundeskanzler.
Am 19. April wird das Lenindenkmal in Berlin anlässlich des 100. Geburtstages des Revolutionsführers enthüllt  und der Leninplatz eingeweiht. Zu der Massenkundgebung kommen angeblich etwa 200.000 Menschen.
Am 21. Mai findet das zweite Treffen der deutschen Regierungschefs Willy Brandt und Willi Stoph in Kassel statt.
Am 28. Juli trifft Erich Honecker in Moskau den KPdSU-Generalsekretär Leonid Breschnew und bittet ihn um Unterstützung bei der Ablösung von Walter Ulbricht. Dieser hatte ihn am 1. Juli aus dem Politbüro entfernt, musste dieses aber auf Anweisung von Breschnew nach wenigen Tagen wieder rückgängig machen.
Am 7. Oktober wird das Hotel Stadt Berlin am Alexanderplatz eröffnet.
Vom 12. bis 18. Oktober findet das Manöver Waffenbrüderschaft mit Verbänden der Warschauer-Vertrags-Staaten in der DDR statt.
Am 12. November wird das Abkommen über Warenaustausch und Zahlungen zwischen der DDR und der UdSSR für die Jahre 1971 bis 1975 in Ost-Berlin unterzeichnet.
Am 25. November wird das Centrum Warenhaus am Alexanderplatz in Berlin eröffnet. Es ist das größte Kaufhaus der DDR.
Am 27. November beginnen Gespräche  zwischen dem Staatssekretär im Bundeskanzleramt Egon Bahr und dem Staatssekretär beim Ministerrat der DDR, Michael Kohl über die  Beziehungen beider Staaten. 1972 wird der Grundlagenvertrag unterzeichnet.
Vom 9. bis 11. Dezember findet die 14. Tagung des ZK der SED in Berlin statt. Sie  beschließt eine Veränderung der ökonomischen Strategie und rückt damit von dem bisherigen Kurs von Walter Ulbricht ab.
Am 31. Dezember tritt die französische Chansonsängerin Mireille Mathieu mit einem Galaabend im Deutschen Fernsehfunk. Es ist die erste Farbstereosendung des DDR-Fernsehens und das erste Mal, dass dort ein westlicher Unterhaltungskünstler eine eigene Sendung gestalten kann.